# Витэкс
«Витэкс» (бел. Вітэкс) — крупнейшее косметическое предприятие Беларуси, основанное в августе 1988 года в Минске под названием «Белбыткомплект».

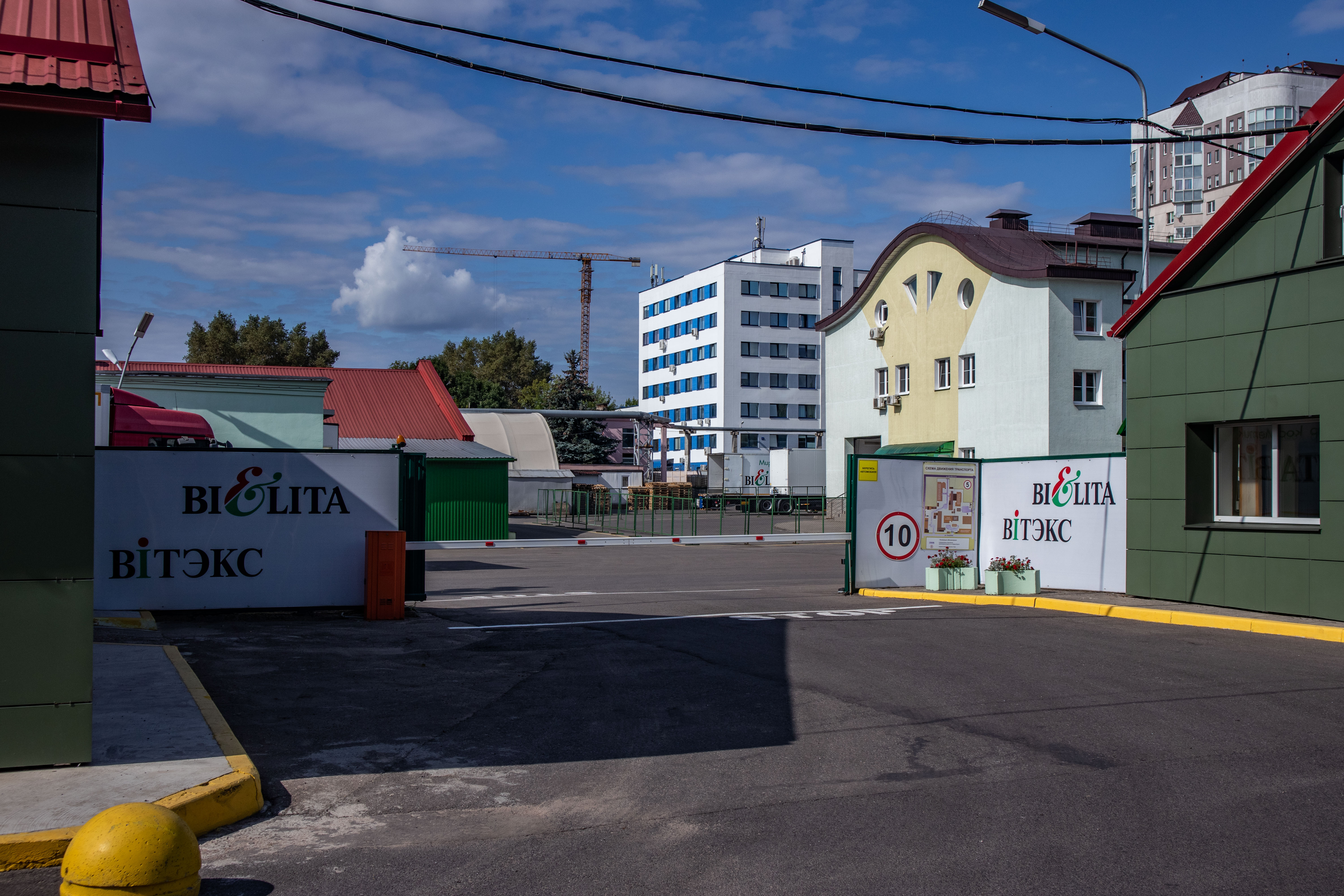
Территория фабрики Белита-Витэкс

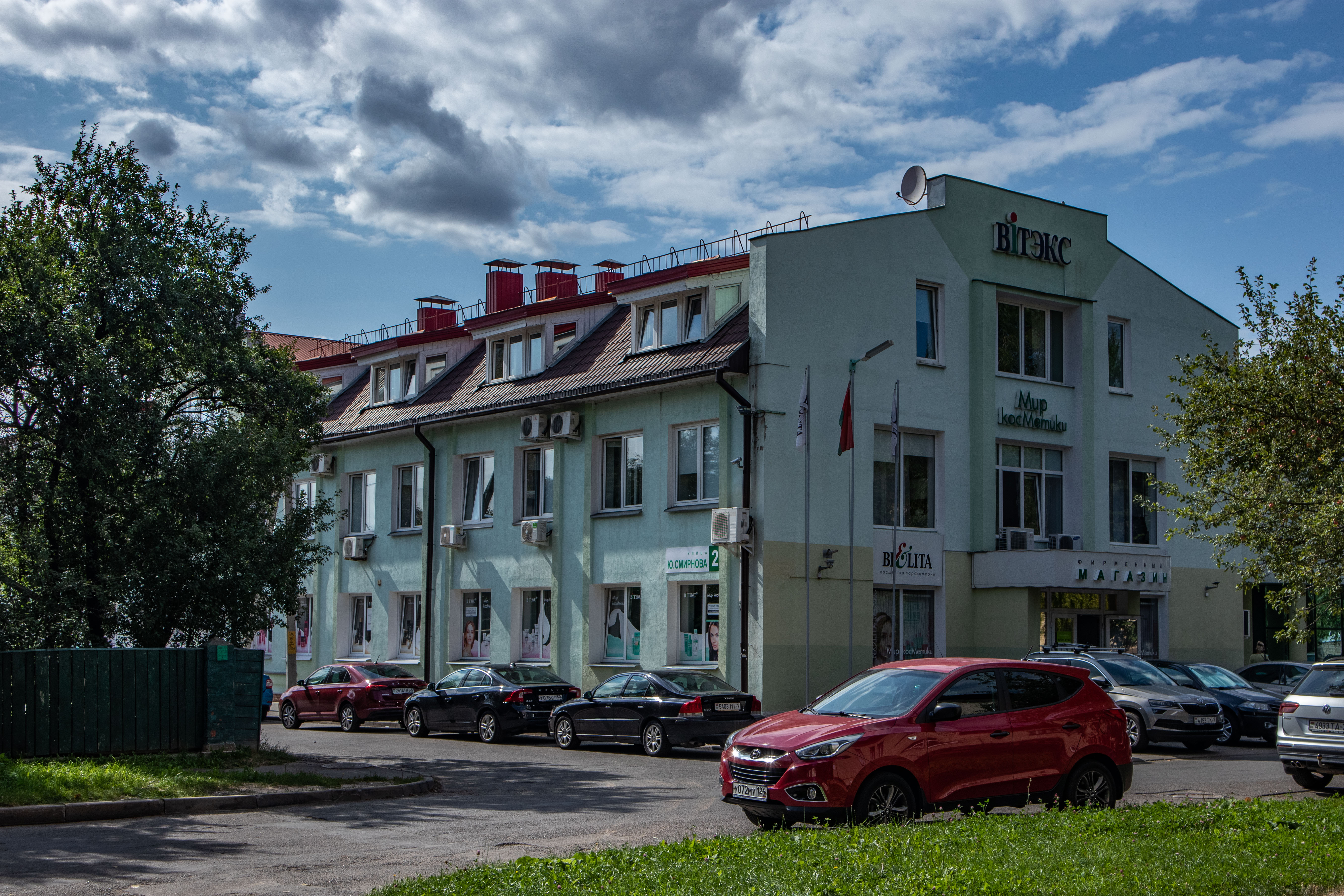
Фабрика Белита-Витэкс и фирменный магазин

## История
24 августа 1988 года в Минске (Белорусская ССР) было создано коллективное предприятие «Белбыткомплект» во главе с Виктором Терещенко на базе республиканской базы «Белбытснаб». В ноябре 1989 года Белбыткомплект учредил совместное предприятие «Белита» с итальянским АО «Itely» (Вернате, Ломбардия). Оборудование и косметические разработки были доставлены из Италии. В 1990 году под торговой маркой «Белита» произведено 4 вида шампуня («Крапива», «Мелисса», «Аэр» и «Шалфей»), лосьон «Иткур» и бальзам для волос «Ревивор». В 1991 году «Белбыткомплект» наладил производство пластиковой тары для косметики. В 1992 году ООО «Белита» начало производство косметики для тела. В 1993 году добавилась косметика для лица. Тогда же в Витебске открылся первый торговый магазин ОДО «Белита-Витэкс». В 1995 году под торговой маркой «Витэкс» выпущены краска для волос «Флора» и зубная паста «Вита». В «Белбыткомплекте» создана испытательная лаборатория. 23 декабря 1996 года коллективное предприятие «Белбыткомплект» было преобразовано в закрытое акционерное общество. В 1997 году ООО «Белита» разработало 6 бальзамов для окрашивания волос. В 1998 году ЗАО «Белбыткомплект» запустило производство косметики из пластика и впервые поставило косметику в США. В 1999 году был создан научно-координационный центр «Белита-Витэкс», что позволило компании стать первым разработчиком косметики в Беларуси. В 2002 году ЗАО «Белбыткомплект» было переименовано в «Витэкс».
В 2005 году производство расширилось до 110 косметических средств. ЗАО «Витэкс» открыло несколько собственных магазинов в Беларуси и имеет торговых представителей в России и Украине. ООО «Белита» начало производство косметики. В 2007 году ЗАО «Витэкс» было крупнейшим производителем косметики в Беларуси. В 2009 году был открыт новый упаковочный цех площадью 0.25 га, второй магазин косметики и парфюмерное отделение. В 2010 году «Витэкс» застраховал более 90 % своего экспорта. В 2011 в новом здании было запушено производство около 100 наименований ароматизаторов на травах и освоено производство мыла. Приступила к работе линия упаковки косметики в вакуумной упаковке. Под торговой маркой «Белита» начали производить профессиональную косметику для салонов красоты. В 2015 году открыто здание управления ООО «Белита» площадью 0.19 га. Начат выпуск сухих шампуней. В 2016 открылся второй корпус «Витэкс» по производству бальзамов для волос. Белита занялась изготовлением духов.

## Деятельность
Производит косметику под собственной торговой маркой «Витэкс» и торговой маркой ООО «Белита», а также соки и яблочные чипсы «Фрута Вит». Имеет собственную испытательную лабораторию, центр разработок и цех фасовки. На 2018 год у «Витэкс» более 270 магазинов в 7 странах Европы и Казахстане. Всего насчитывается 559 магазинов «Белита-Витэкс»:
- Беларусь — 134 магазина (24 %) во всех регионах, из них 39 в Минске (29 % в Беларуси) и по 10 в Витебске и Могилёве;
- Казахстан — 14 магазинов в 8 городах, в том числе 4 в Костанае и 3 в Караганде;
- Латвия — 8 магазинов, в том числе 7 в Риге и 1 в Елгаве;
- Молдова — 36 магазинов в 11 городах, в том числе 11 в Тирасполе и 9 в Кишинёве;
- Россия — 295 магазинов (53 %) в более чем 50 городах, в том числе 18 в Ростове-на-Дону, 17 во Владимирской области и ещё 7 во Владимир, 16 в Воронеже и Курске, 14 в Волгограде, 13 в Новосибирске, 12 в Брянске, 11 в Орле и по 10 в Смоленске и Краснодаре, 11 в Ставропольском крае и 3 в Ставрополе, 8 в Одинцовском районе Московской области и 3 в Москве;
- Румыния — 2 магазина (Сучава и Яссы);
- Украина — 68 магазинов (12 %) в 28 городах, в том числе 9 в Крапивницком и 7 в Одессе, Запорожье и Киеве, 14 в 6 городах Крыма (6 в Севастополе);
- Чехия — 2 магазина в Праге.